# Celtidia duplicispora
Celtidia duplicispora är en svampart som beskrevs av J.D. Janse 1897. Celtidia duplicispora ingår i släktet Celtidia och familjen Zopfiaceae.   Inga underarter finns listade i Catalogue of Life.